# Fremont, New Hampshire
Fremont är en kommun (town) i Rockingham County i delstaten New Hampshire, USA med 4 283 invånare (2010). 

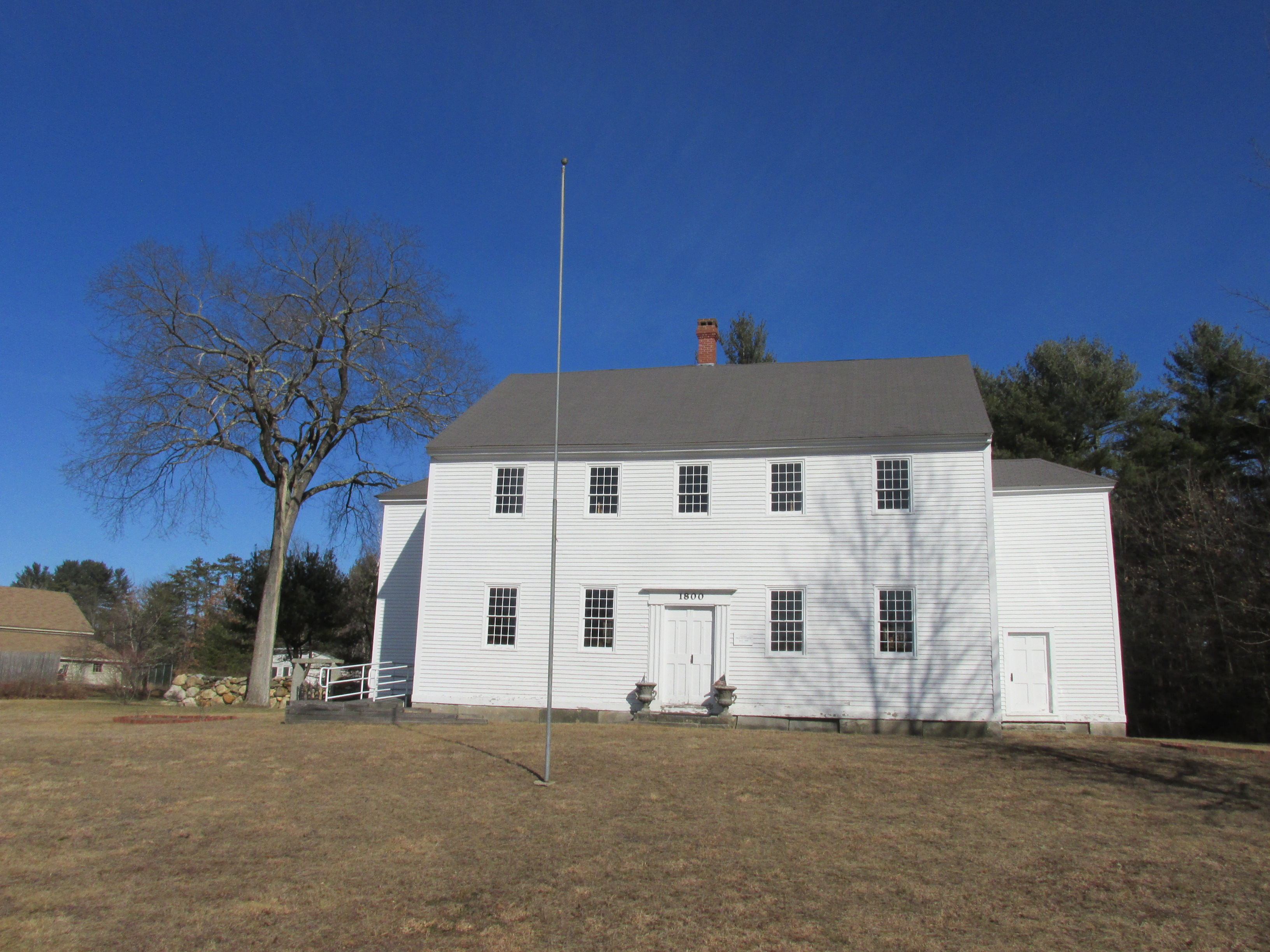